# Служба військової розвідки (Польща)
Служба військової розвідки Польщі (пол. Służba Wywiadu Wojskowego, SWW) — спецслужба Республіки Польща, що відповідає за захист від зовнішніх загроз національної безпеки і оборони Польщі і боєздатність польських збройних сил. Діє відповідно до Закону від 9 червня 2006 р. і підпорядковується Міністерству національної оборони. Створена після розформування Військової інформаційної служби рішенням сейму Польщі 30 вересня 2006 р..
Штаб-квартира «SWW» знаходиться у місті Варшаві, на алеї Незалежності № 243.
На даний час «SWW» очолює бригадний генерал Радослав Куява, координатором діяльності «SWW» із взаємодії із розвідувальним об'єднаням НАТО є заступник директора бригадний генерал Ярослав Строжик.

## Структура
Служба військової розвідки включає такі підрозділи:

- Департамент I
- Департамент II
- Департамент III
- Бюро глобальної загрози
- Бюро захисту та внутрішньої безпеки
- Бюро фінансів і логістики
- Бюро персоналу
- Бюро з правових питань
- Бюро обліку та архівів
- Апарат керівника розвідки
- Незалежний аудитор.

## Керівники
- 1 жовтня 2006 р. — 4 жовтня 2006 р. — Вітольд Марчук (в. о., організатор «SWW»)
- 4 жовтня 2006 р. — 16 січня 2008 р. — бригадний генерал Вітольд Марчук
- 16 січня 2008 р. — 7 червня 2008 р. — бригадний генерал Мацей Гуня
- 7 червня 2008 р. — 11 серпня 2008 р. — полковник Радослав Куява (в. о.)
- 11 серпня 2008 р. — донині — бригадний генерал Радослав Куява.

## Завдання
1. Збір, аналіз, обробка та надіслання компетентним органам інформації, що має відношення до:
  - безпеки оборонного потенціалу Польщі;
  - безпеки та боєздатності збройних сил Польщі;
  - умов виконання завдань для Збройних Сил Республіки Польща за межами країни.
2. Виявлення і попередження:
  - зовнішніх військових загроз безпеці Польщі;
  - загроз з боку міжнародного тероризму.
3. Дослідження міжнародної торгівлі зброєю, боєприпасами та вибуховими речовинами, а також товарами, технологіями і послугами, що мають стратегічне значення для національної безпеки, виявлення ризиків розповсюдження зброї масового ураження та засобів його доставки.
4. Виявлення та аналіз ризиків у регіонах напруженості, конфліктів і міжнародних криз, які зачіпають інтереси національної оборони і польських збройних сил, а також вжиття заходів щодо усунення цих ризиків.
5. Ведення радіоелектронної розвідки в інтересах збройних сил Польщі, а також криптографічного забезпечення;
6. Міжнародне військове співробітництво Польщі;
7. Участь в плануванні та здійсненні контролю за виконанням міжнародних угод з роззброєння;
8. Проведення інших заходів, передбачених законами та міжнародними угодами за участю Республіки Польща.